# Casbas de Huesca
Casbas de Huesca (aragonesisch: Casbas de Uesca oder Casbas d'as Monchas) ist ein spanischer Ort und eine Gemeinde (Municipio) in den Pyrenäen mit 292 Einwohnern (Stand: 2024). Sie liegt in der Provinz Huesca der Autonomen Gemeinschaft Aragonien. Neben dem Ort Casbas de Huesca gehören noch die Siedlungen (vormals eigenständige Gemeinden) Junzano, Labata, Panzano und Sieso de Huesca sowie die Weiler Santa Cilia de Panzano und Bastarás zur Gemeinde.

## Lage
Casbas de Huesca liegt etwa 31 Kilometer östlich von Huesca. Der nördliche Teil der Gemeinde gehört zum 1990 gegründeten Parque natural de la Sierra y los Cañones de Guara. Die höchste Erhebung der Gemeinde ist der Tozal de Guara mit 2078 Metern auf der Gemeindegrenze zu Nueno. 

## Sehenswürdigkeiten
- Iglesia de San Nicolás aus dem 18. Jahrhundert in Casbas (Nikolauskirche)
- Iglesia de la Transfiguración aus dem 18. Jahrhundert in Junzano
- Iglesia de San Mateo aus dem 18. Jahrhundert in Labata (Matthäuskirche)
- Iglesia de San Martín aus dem 16. Jahrhundert in Sieso de Huesca (Martinskirche)
- Zisterzienserinnenabtei Casbas, 1173 gegründet, 2004 aufgelöst, Monumento nacional
- Ermita de Bascués aus dem 11. Jahrhundert in Casbas
- Ermita de San José aus dem 17. Jahrhundert in Casbas
- Ermita de Torrelluelas aus dem 18. Jahrhundert in Junzano
- Ermita de Santa Lucia in Labata
- Ermita de San Bias in Sieso de Huesca
- Befestigungsturm aus dem 10. Jahrhundert in Labata

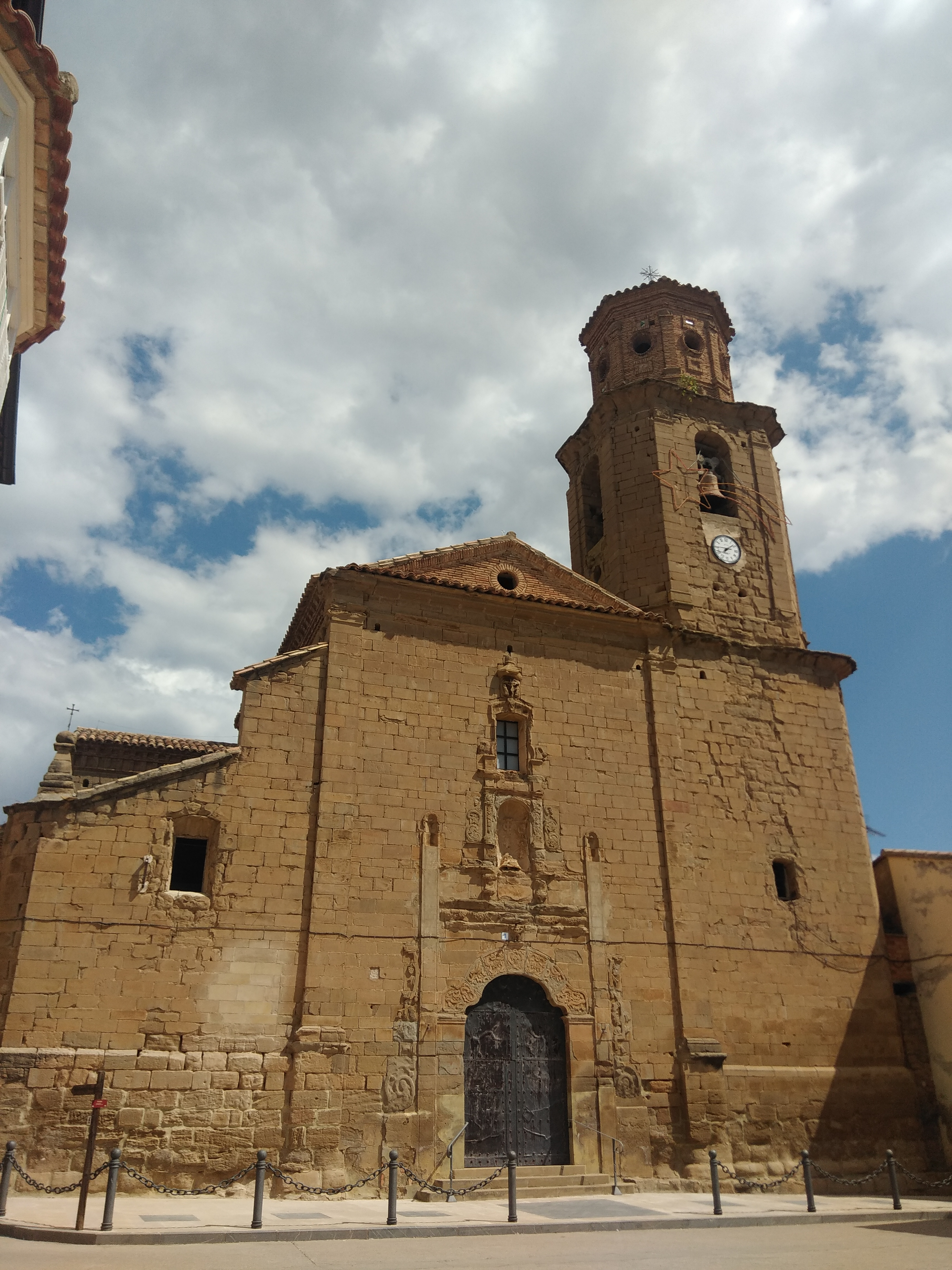
Iglesia de San Nicolás
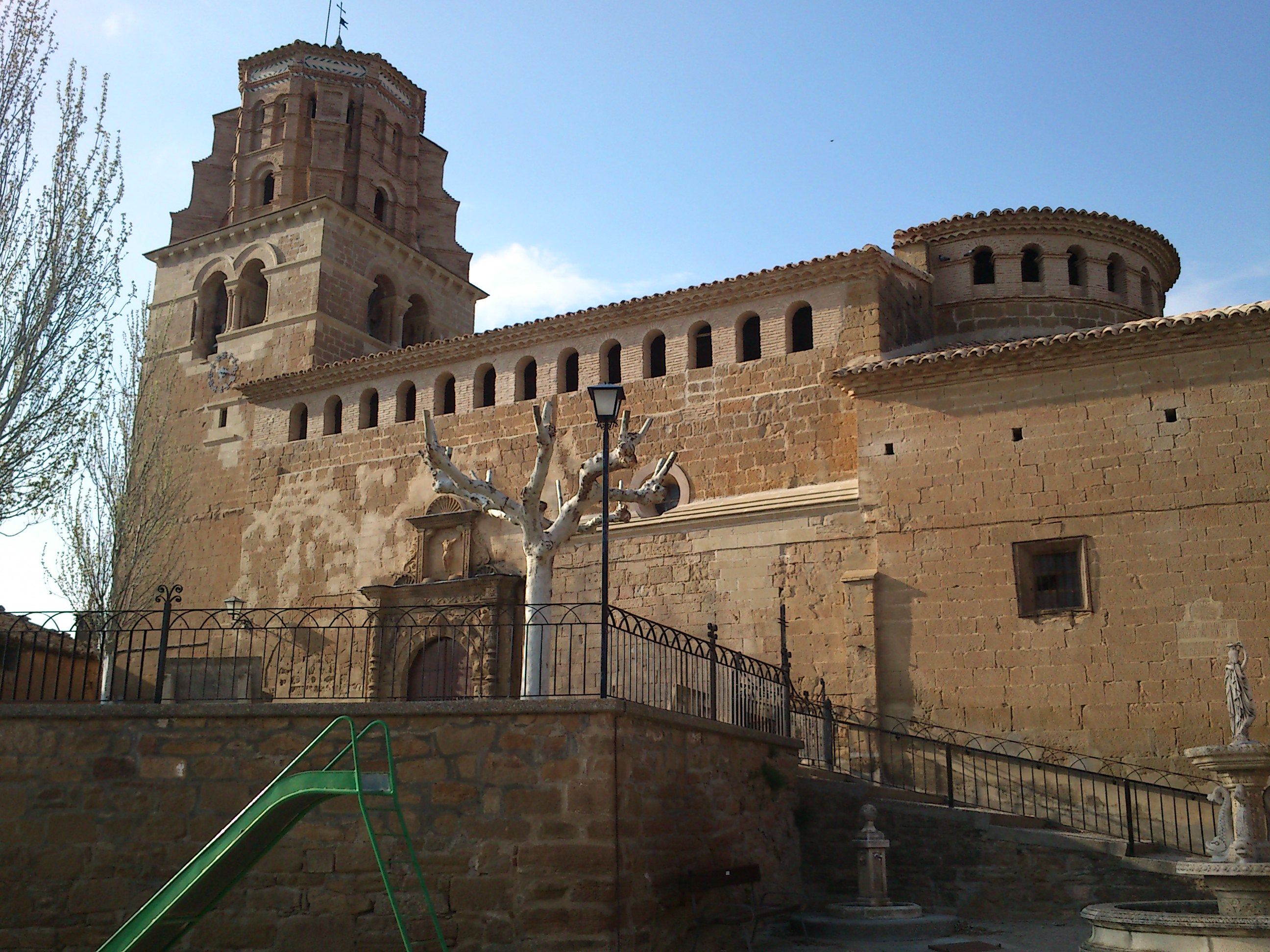
Iglesia de San Martín
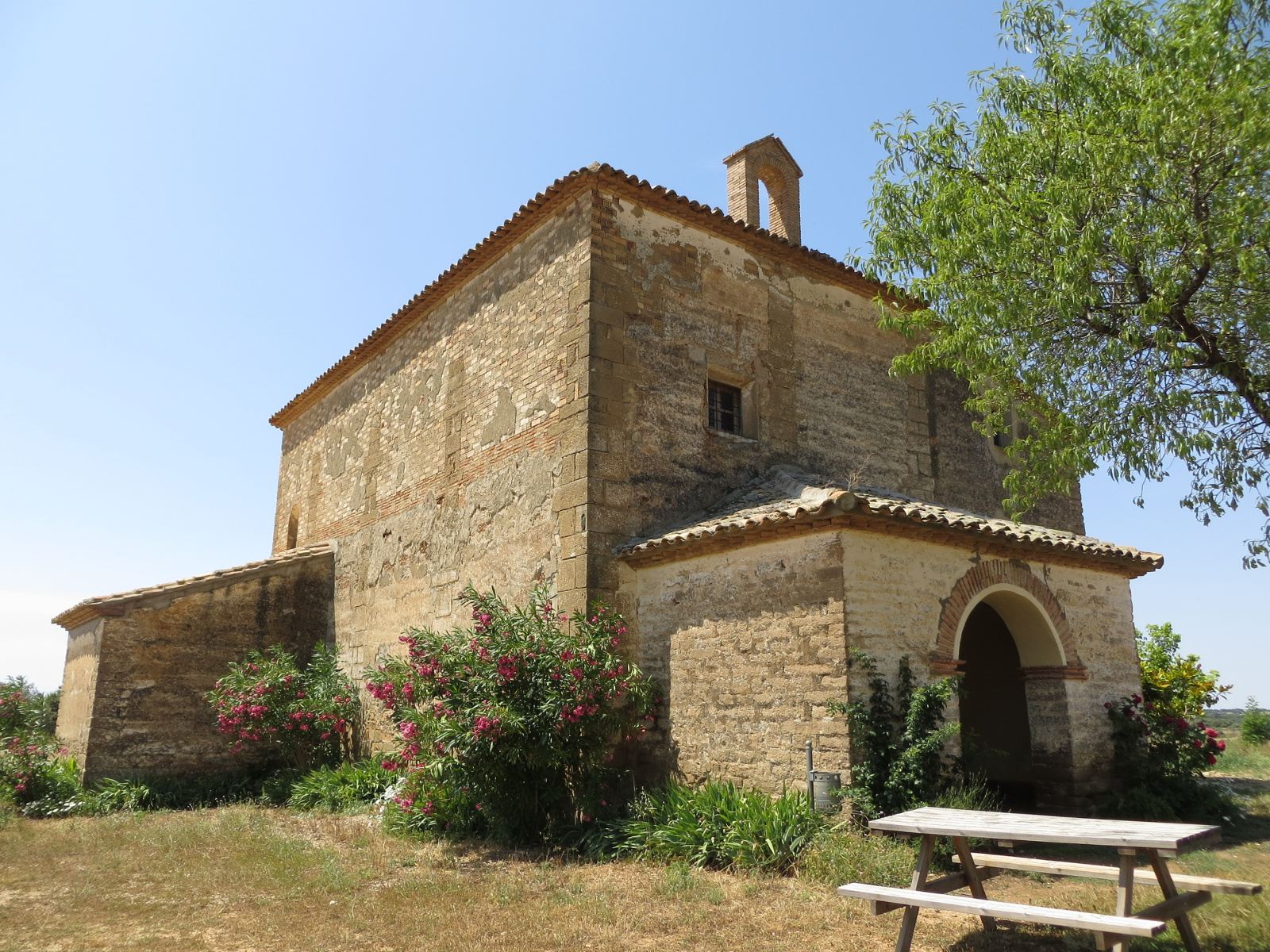
Ermita de Torrulluelas
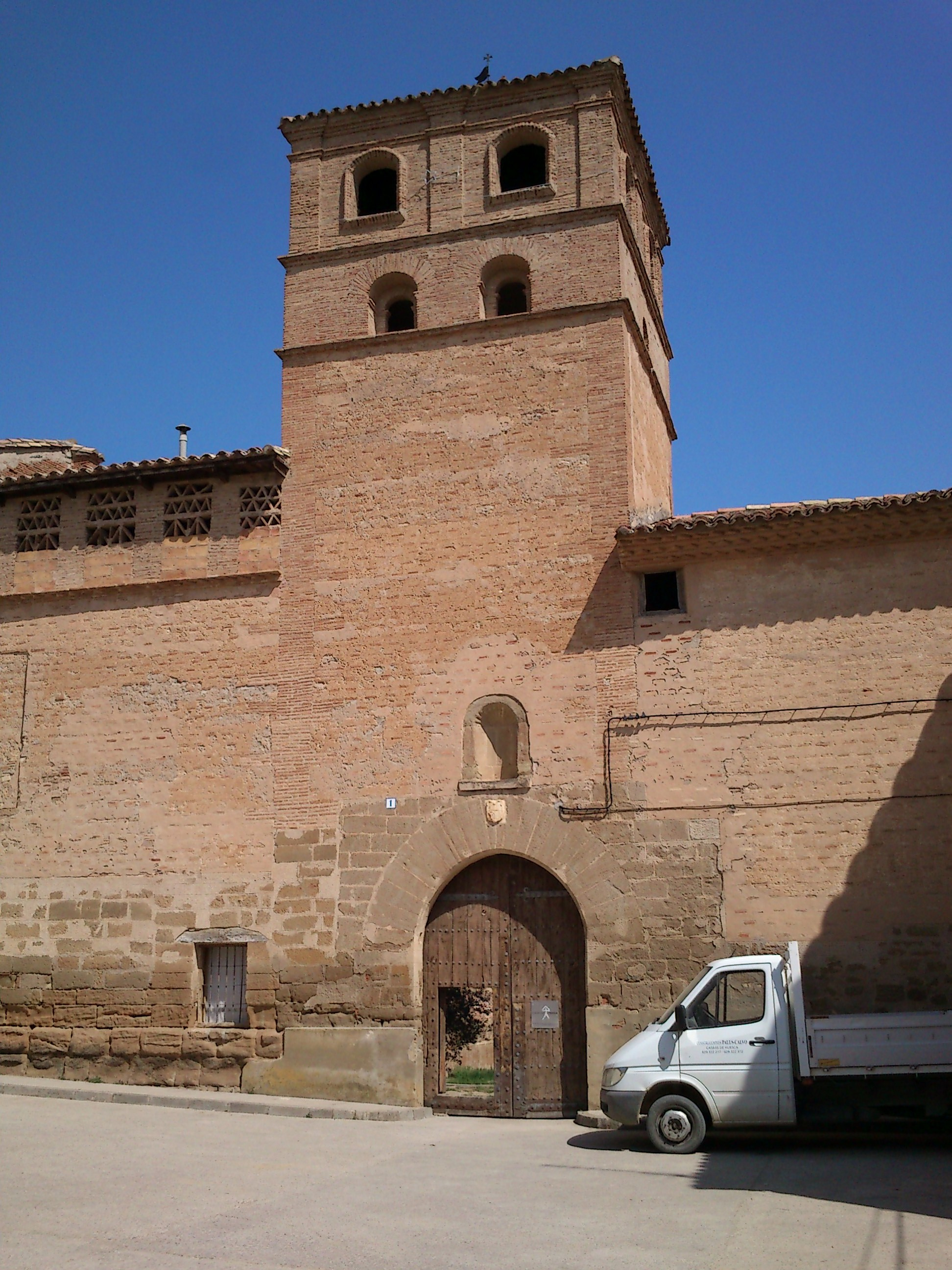
Zisterzienserinnenabtei Casbas

## Bevölkerung
| Jahr      | 1900 | 1910 | 1930 | 1940 | 1950 | 1960 | 1970 | 1981 | 1992 | 2001 | 2011 | 2020 |
| --------- | ---- | ---- | ---- | ---- | ---- | ---- | ---- | ---- | ---- | ---- | ---- | ---- |
| Einwohner | 734  | 650  | 588  | 485  | 401  | 369  | 569  | 406  | 359  | 298  | 303  | 275  |